# عمرو عابد
عمرو عابد (10 يونيو 1986 -)، ممثل مصري، اكتشفه المنتج «حسين القلا» وقدمه للسينما في فيلم اوقات فراغ, يتميز بموهبة كبيرة وحضور متميز .

## مشوارة الفني

### الأفلام
- فرش وغطا
- أوقات فراغ
- الماجيك
- عائلة ميكي
- إيي يو سي
- دماغ شيطان
- ليل خارجي

### المسلسلات
- القمر آخر الدنيا
- اسم مؤقت
- أبواب الخوف
- مع سبق الإصرار
- البلطجي
- دهشة
- بين السرايات
- للحب فرصة أخيرة

## وصلات خارجية
- عمرو عابد على موقع الدهليز
- عمرو عابد على موقع قاعدة بيانات الأفلام العربية